# Рыбинская каланча
Ры́бинская каланча́ — пожарная каланча в Рыбинске (Ярославская область), построенная в 1912 году. При высоте в 48 метров Рыбинская каланча является одной из самых высоких в России.

## Предыстория
В начале XIX века главе Ярославской губернии Михаилу Николаевичу Голицыну пришёл рапорт от полицмейстера, в котором говорилось: «Учинить прибавку на прием ночных и пожарных служителей вместо 1200 руб., 1600 руб. в год. Вместо 70 руб., 90 руб. на содержание двух лошадей с подковкою на каждую. Для 50 фонарей на освещение города, на сало и масло с засвечиванием и починкою оных, вместо 100 руб., 150 руб.» 

## Первая и Вторая пожарные каланчи (1825—1911)

Вторая рыбинская каланча (1842, архитектор П. Я. Паньков)

В 1825 году городская Дума приняла решение о строительстве пожарной каланчи на съезжем доме. Сегодня это место, где находится Дом печати. Губернский архитектор П. Я. Паньков представил план и фасад каланчи. Первую каланчу устроили на старом деревянном здании, которая грозила падением, и при сильном ветре раскачаливалась.
13 июля 1827 года Рыбинское городское общество решило вместо деревянного дома построить каменный, а на нём — каланчу.
8 февраля 1836 года послано письмо Министру внутренних дел: «В г. Рыбинске по важности судоходной пристани, постоянно процветающем торговлею, полицейская часть и двор для пожарной команды находятся в старом деревянном строении, пришедшем в такую ветхость, что устройство нового здания совершенно необходимо. По сему составлены план и смета на построение в Рыбинске каменной полицейской части с пожарным двором и каланчою.»
Строительство вышло на 52 898 рублей. К осени 1841 года здания были построены, кроме самой каланчи, строительство которой было отложено до весны 1842 года. А к осени 1842 года строительство пожарной каланчи было завершено и обрешечено (основание её было исполнено в стиле позднего классицизма с карнизами-сандриками над оконными проёмами и особой облицовкой-рустикой подножия каланчи). Это вторая пожарная каланча, возведённая на углу Театральной пл. и Стоялой ул., а первая была демонтирована в 1847 году.

Вторая пожарная каланча в Рыбинске была построена в 1843 году на углу Стоялой улицы и Театральной площади, где ранее на этом месте находилась полицейская часть, построенная в 1841 году. При постройке каланчи прочное каменное здание полицейской части послужило в качестве основания. Кроме самой каланчи, несколько позже, в 1870―1871 годах к полицейской части была пристроена двухэтажная, выполненная в камне, пожарная часть, а во дворе также из камня были возведены конюшня и специальный навес, под которым хранились инструменты пожарного депо. Автором этого проекта выступил городской архитектор П. А. Уткин. Кроме того, для нужд пожарников рядом с частью были возведены здания мастерских — слесарная и кузница.

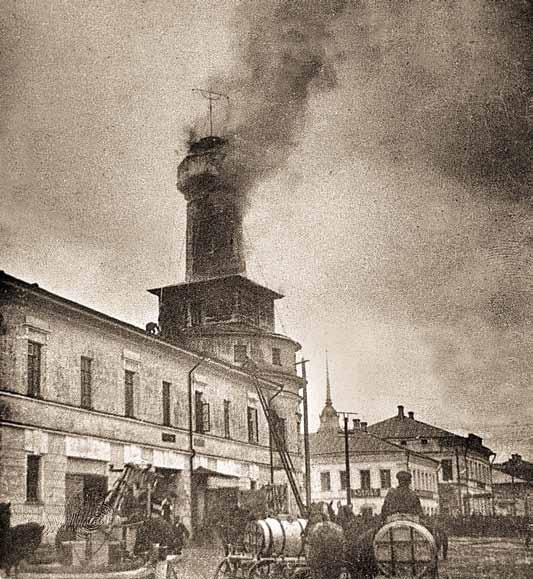
Пожар на пожарной каланче в г. Рыбинск, 10 мая 1911 г.

10 мая 1911 года около 16 часов 30 минут в пожарной каланче возник пожар. Сгорела часть архивных дел полицейского управления, обгорели деревянные части самой каланчи. Около 19 часов пожар был ликвидирован. Свидетели, дежурные пожарные, объяснили, что пожар возник из-за неосторожного обращения с огнём. Кто-то из полицейских чиновников бросил непотушенную папиросу.

## Третья пожарная каланча (1912 — настоящее время)
В июле 1911 года на очередном заседании городской Думы был поставлен вопрос о строительстве новой, третьей по счету железобетонной каланчи. План и фасад её в стиле модерн составил городской архитектор И. К. Хотин. Из 12 строительных фирм, принимавших участие в торгах, городская управа приняла условия саратовской фирмы «И. Г. Грингоф и Б-ъ». Эта же фирма строила в Рыбинске первый железобетонный шлюз в России. 30 апреля 1912 года с фирмой был заключен договор. Подряд на устройство кирпичного заполнения между железобетонными колоннами пожарной каланчи был сдан подрядчику строительных работ инженеру Степану Антоновичу Букетову, который закончил работы 14 августа 1912 года. Новая каланча представляла собой монолитную железобетонную каркасную конструкцию (так называемый фахверк) и состояла из пяти ярусов. Сам каркас — фахверк — сделан из стоящих под наклоном стоек и положенных горизонтально опорных балок — ригелей. Пустоты между ними заполнены кирпичом. Посредством цельных железобетонных балок на барабан передаются нагрузки от каркасной конструкции.
Городскому голове К. И. Расторгуеву советовали не строить каланчу, так как теперь в Европе и многих городах России применяют электрическую сигнализацию, и пригласили в Москву осмотреть пожарную сигнализацию, устроенную Сименс и Гальске ещё в 1907 году. Но пожарная каланча уже была построена и рыбинцы не представляли это место в городе без неё.
В 1979 году на месте каменных построек во дворе пожарной части был возведён кирпичный пятиэтажный жилой дом для работников пожарной команды, а также пристройки-гаражи для пожарной техники.
Время было безжалостным к оригинальному монументу зодчества. В течение 60-ти лет оказавшуюся в запущенном состоянии пожарную каланчу пытались привести в надлежащее состояние различные строительные фирмы. Реставрационные работы проводились по принципу «с миру по нитке — нищему рубаха», поэтому особого толку от этого не было. И только в 2003 году в рамках финансирования из городского бюджета пожарная каланча была восстановлена рыбинской фирмой «ЭСКО» с усилением внутренних конструкций, сооружением внутри металлических винтообразных лестниц и окон из сверхпрочного стекла. В 2006 году организация сдала в эксплуатацию нижнюю, опорную каменную часть постройки.
При окрашивании фасадной части пожарной каланчи организацией «ЭСКО» использовалась уникальная зарубежная краска, которую нужно было применить в течение 8 часов после изготовления. Краску доставили в Рыбинск в специализированных ёмкостях из столицы, и маляры мгновенно начали окрашивание фасада пожарной каланчи. Вплоть до сегодняшних времён каланча не потеряла своего внешнего блеска. В 2007 году в пожарной каланче были завершены все реставрационные работы, и теперь она является частью экскурсионных маршрутов по Рыбинску. Расположена по адресу: г. Рыбинск, Стоялая ул., д. 30.